# Plaza de la Tierra
La plaza de la Tierra es un espacio público de la ciudad española de Segovia.

## Descripción
El espacio se encuentra encerrado por las calles del Carmen, de Félix Gila y de Carretas. La plaza, que se conoció en el pasado como «plazuela de la Casa de Tierra» y más tarde se quedó con el título que lleva ahora, debe el nombre a la Casa de la Tierra, palacio construido en el siglo XVIII. Aparece descrita en Las calles de Segovia (1918) de Mariano Sáez y Romero con las siguientes palabras:

Casa de la Tierra (Plazuela de la).—Está comprendida entre la calle del Carmen y la de Cervantes. Su nombre obedece a hallarse en este sitio la casa propia de la Comunidad de la Ciudad y Tierra de Segovia, y más brevemente Casa de la Tierra, hoy dedicada a Escuelas municipales. Esta corporación, llamada también Universidad de la Tierra, es una colectividad compuesta de esta Ciudad de Segovia y de un crecido número de villas, pueblos y lugares situados a este lado y al otro de la Sierra Carpetana. Su objeto era el aprovechamiento y disfrute en común de los vastos territorios reconocidos y confirmados por los monarcas castellanos a los hijos de esta comarca, como recompensa de sus servicios en la guerra de la Reconquista. La casa llamada de la Tierra es un extenso edificio de piedra, donde en años anteriores se reunía la Comunidad en sus juntas y deliberaciones y tenía allí sus servicios, hasta que por concordia con el Ayuntamiento de la Capital se dedicó al edificio a Escuelas, y las reuniones de la Comunidad se celebran en la Casa Consistorial, donde también están su archivo y dependencias. Todo lo referente a la «Comunidad y Tierra de Segovia», está tratado completa y notablemente en el libro de este título, escrito por el cronista de Segovia y abogado consultor que fué de dicha corporación, D. Carlos de Lecesa y García.
(Sáez y Romero, 1918, pp. 34-35)